# Ładunek wydłużony UZ-2
Ładunek wydłużony UZ-2 – urządzenie saperskie przeznaczone do wykonywania przejść sposobem wybuchowym w zaporach minowych przed przednim skrajem i w głębi obrony nieprzyjaciela. 

## Charakterystyka ładunku
Ładunek wydłużony UZ-2 jest przeznaczony do wykonywania i poszerzania przejść w przeciwpancernych i przeciwpiechotnych polach minowych oraz do niszczenia różnego rodzaju obiektów i urządzeń, ścian budowli, drewnianych mostów, przecinania płyt stalowych itp. 
Zbudowany jest z segmentów rurowych, wypełnionych kostkami trotylu prasowanego. W skład jednego kompletu wchodzą trzy segmenty ładunków zasadniczych i jeden segment uzupełniający oraz obejma typu I i cztery obejmy typu II. Poszczególne segmenty są przystosowane do ich łączenia (skręcania) w jedną całość.
Do ich uzbrajania stosuje się zapalniki lontowe, zapalniki z lontu detonującego ze spłonką pobudzającą oraz zapalniki elektryczne. Można stosować pojedynczo, podwójnie i potrójnie. Ładunki pojedyncze układa się na ziemi lub podwiesza na stojakach nad ziemią na wysokości 0,5 m w celu zwiększenia szerokości skutecznego oddziaływania detonacji na pole minowe. 
| Nazwa parametru              | Wartość |
| ---------------------------- | ------- |
| masa kompletu ładunku        | 42 kg   |
| masa jednego segmentu        | 10,4 kg |
| masa MW w segmencie          | 5,33 kg |
| liczba kostek MW w segmencie | 23 szt  |
| średnica zewnętrzna segmentu | 53 mm   |
| długość całkowita segmentu   | 2 m     |